# Sigfried Giedion
Sigfried Giedion (Praga, 14 aprile 1888 – Zurigo, 10 aprile 1968) è stato uno storico e critico dell'architettura.

## Biografia
Sigfried Giedion era il figlio di un fabbricante di tessuti dello Zugersee. Si laureò in ingegneria a Vienna nel 1913. Non volendo entrare nell'azienda di famiglia, scrisse poesie e opere teatrali,  una delle quali messa in scena da Max Reinhardt. Studiò poi storia dell'arte a Monaco di Baviera con Heinrich Wölfflin, addottorandosi nel 1922 con una tesi sul Classicismo romanico e tardo barocco. Questo lavoro suscitò l'interesse di A.E.Brinckmann, noto storico dell'arte, che lo invitò a Colonia, offerta che Giedion rifiutò perché non interessato alla carriera accademica. Nel 1923 frequentò la Bauhaus e incontrò Walter Gropius. A partire da quell'incontro si avvicinò sempre di più alla Bauhaus e ai suoi protagonisti, diventando lui stesso un precursore del movimento moderno.
Nel 1928 fondò, assieme a Le Corbusier e Helène de Mandrot, il CIAM, dei quali fu anche segretario generale. Nello stesso anno prese parte all'iniziativa collettiva Werkbundsiedlung Neubühl, uno dei primi centri abitativi secondo lo stile del movimento moderno, rimanendo nel comitato direttivo fino al 1939. Inoltre fu costruttore del Doldertalhäuser in Svizzera, che vedeva come un manifesto del nuovo movimento architettonico, nonché fondatore della Wohnbedarf AG, società di costruzioni vicina al movimento moderno. Tramite innumerevoli interventi su riviste internazionali di settore espresse il suo supporto per il progetto del Palazzo delle Nazioni di Le Corbusier a Ginevra, vinto nel 1927.
Nel 1938/39 insegnò all'Università di Harvard dove tenne le note Charles Eliot Norton Memorial Lectures, che avranno poi effetto sulla sua opera principale, "Spazio, tempo e architettura", la storia del movimento moderno pubblicata nel 1941. Nel 1946 divenne professore al Politecnico federale di Zurigo incarico tenne fino agli anni '60 e che alternò con un altro presso il MIT negli Stati Uniti d'America. In questo arco di tempo scrisse alacremente, sia come editore del CIAM che come autore indipendente, riguardo alle sue ricerche sulla modernità. In particolare "L'èra della meccanizzazione" (en. Mechanization Takes Command), una storia critica della meccanizzazione vista nei suoi aspetti storici e sociologici.
Giedion era sposato con la storica dell'arte Carola Giedion-Welcker.

## I suoi scritti
- Spätbarocker und romantischer Klassizismus, München 1922
- Bauen in Frankreich. Bauen in Eisen. Bauen in Eisenbeton, Leipzig: Klinkhardt & Biermann, 1928 (trad.it. Costruire in Francia. Costruire in ferro. Costruire in cemento, Quodlibet, Macerata 2022)
- Space, Time and Architecture. The Growth of a new tradition, Cambridge (Mass.) 1941 (trad. it. Spazio tempo e architettura, lo sviluppo di una nuova tradizione, Hoepli, Milano 1954)
- Mechanization takes Command. A Contribution to Anonymous History, Oxford 1948 (trad. it. L'era della meccanizzazione, Milano 1967)
- Walter Gropius, Zürich 1954 (trad. it. Walter Gropius, l'uomo e l'opera, Milano 1954)
- con Roberto Burle Marx, Neuere Arbeiten des Brasilianischen Gartengestalters, Zürich 1956
- Breviario di Architettura, 1958
- H. Labrouste, Paris 1960
- The Work of E. A. Reidy, Teufen 1960
- The eternal present: a contribution on constancy and change. The Beginnings of Architecture, 2 voll., New York 1962-64 (trad. it. L'eterno presente: uno studio sulla costanza e il mutamento. Le origini dell'arte, Milano 1965)
- Architektur und das Phänomen Wandels. Die drei Raumkonzeptionem in der Architektur, Tübingen 1969 (trad. it. Architettura e il fenomeno del cambiamento. Periodi di transizione, Palermo 2002)